# Groutita
La groutita es un mineral de la clase de los minerales óxidos, y dentro de esta pertenece al llamado grupo del diásporo. Fue descubierta en 1945 en una mina de Minesota (EE. UU.) por Frank F. Grout, petrólogo estadounidense en cuyo honor se le puso nombre a este mineral.
Fue descrito por primera vez en 1945 por el  petrólogo Frank Fitch Grout (1880–1958), de la Universidad de Minnesota, por una ocurrencia  en la mina Mahnomen, cordillera Cuyuna, condado de Crow Wing.

## Características químicas

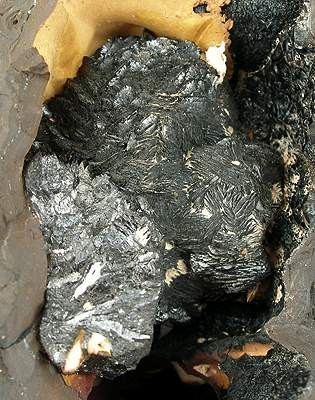

Es un óxido e hidróxido de manganeso. El grupo del diásporo en que está es el de todos los óxidos-hidróxidos simples, de características similares y que el más abundante y característico es el mineral de goetita.
Es trimorfo con los minerales manganita y feitknechtita.

## Formación y yacimientos
Aparece como mineral secundario revistiendo cavidades en formaciones de hierro bandeado degradado.
Suele encontrarse asociado a otros minerales como: manganita, hematita, goetita, lepidocrocita, cuarzo o calcita.

## Usos
En los yacimientos en los que abunda es una importante mena de metal manganeso, siendo extraído en minas con este fin.